# São Brandão (atol)
O atol de São Brandão (também conhecido como atol de Cargados Carajos e por Cargados Carajos Shoals nas cartas internacionais) é um conjunto de pequenas ilhas, com 2,7 km² de superfície total, associadas a um atol no arquipélago das Mascarenhas, em pleno Oceano Índico (16º 58’ S; 59º 60’ E), 430 km a nor-nordeste da Maurícia, de que depende administrativamente. O ponto mais alto do solo das ilhas pouco excede 1 m acima do nível médio do mar.
Na ilha está instalada uma estação meteorológica permanente e funciona um refúgio destinado a pescadores mauricianos. As ilhas têm grande importância biológica, sendo uma das reservas naturais destinadas à conservação das tartarugas do Índico, que se reproduzem nas suas praias.
O nome oficial das ilhas é Saint-Brandon (São Brandão), sendo talvez a sobrevivência mais remota em relação à Europa da tradição brendaniana das ilhas paradisíacas.

## Lista das ilhas

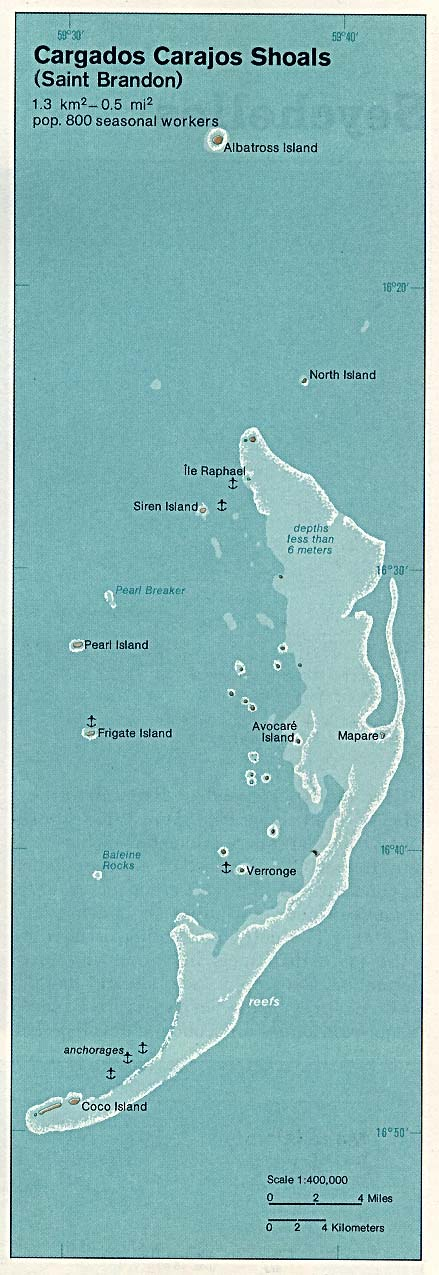
Mapa de Cargados Carajos (São Brandão).

O atol que dá origem aos baixios e ilhas que formam o grupo tem o seu bordo mais elevado do lado oeste. É ao longo desse lado do atol que aparecem os diversos ilhéus e rochedos que constituem as ilhas de São Brandão. De um total de cerca de 40 ilhéus e rochas, de norte para sul, são estes os principais:
- Albatross Island 16°19S, 59°36E
- Îlot du Nord 16°19S, 59°39E
- Île Raphaël 16°27S, 59°37E
- Îlot Siren 16°28S, 59°34E
- Ile Tortue 16°28S, 59°41E
- Pearl Islet (Île Perle) 16°31S, 59°32E
- Île du Sud 16°32S, 59°32E
- Avocare Island (Avoquer) 16°35S, 59°40E
- Mapare Islet 16°35S, 59°41E
- Frigate Islet (Île Frégate) 16°37S, 59°31E
- Îlote du Paul 16°37S, 59°33E
- Baleine Rocks 16°41S, 59°30E
- Ile Veronge (Verronge) 16°41S, 59°37E
- Veronge Ilot 16°42S, 59°38E
- Palm Islet 16°45S, 59°35E
- Coco Island (île aux Cocos) 16°50S, 59°30E
- Grande Capitane 16°40S, 59°50E
- Petite Capitane 16°36S, 59°34E
- Puits A Eau 16°39S, 59°34E
- Ile Poulailer 16°44S, 59°46E
- Chaloupe 16°49S, 59°50E
- Courson 16°48S, 59°30E